# Glykopeptid
Ein Glykopeptid, auch Glycopeptid, ist ein Peptid, an dem eine oder mehrere Glykosylierungen vorgenommen wurden.

## Biosynthese
Glykopeptide tragen aufgrund der Glykosylierung kurze Ketten von Kohlenhydraten (Glykane), die an das Peptidgerüst gebunden vorliegen. Je nach der Art der beteiligten Seitenkette einer Aminosäure unterscheidet man hier die an Asparagin (bei einer N-Glykosylierung durch Amidbindung) von der an Serin oder Threonin (bei einer O-Glykosylierung durch Etherbindung). In seltenen Fällen kann auch im Zuge einer C-Glykosylierung eine Modifikation von Tryptophan erfolgen.
Die Glykosylierung ist zumeist eine posttranslationale Modifikation von Proteinen, die durch Translation an Ribosomen im Rahmen der Proteinbiosynthese gebildet wurden. Manche Glykopeptide, beispielsweise in Bakterien oder Pilzen, werden dagegen durch eine nichtribosomale Peptidsynthese erzeugt.

## Synthese
Synthetische (nicht biochemische) Methoden zur Erzeugung von Glykopeptiden sind z. B. die Festphasensynthese und die native chemical ligation als Form der Proteinligation.

## Aufreinigung
Je nach Art und Ausmaß der vorliegenden Glykosylierung können Glykopeptide durch eine Affinitätschromatographie gereinigt werden, z. B. mit Lektinen.

## Verwendung
Eine Klasse der Antibiotika gehört zu den Glykopeptiden, die Glykopeptid-Antibiotika wie z. B. Vancomycin, Teicoplanin, Telavancin, Ramoplanin und Decaplanin, sowie das Chemotherapeutikum Bleomycin.